# Araucaria schmidii
Araucaria schmidii är en barrträdart som beskrevs av De Laub. Araucaria schmidii ingår i släktet Araucaria och familjen Araucariaceae. IUCN kategoriserar arten globalt som sårbar. Inga underarter finns listade i Catalogue of Life.